# Damper
Damper – tradycyjna, tania odmiana chleba charakterystyczna dla kuchni australijskiej.

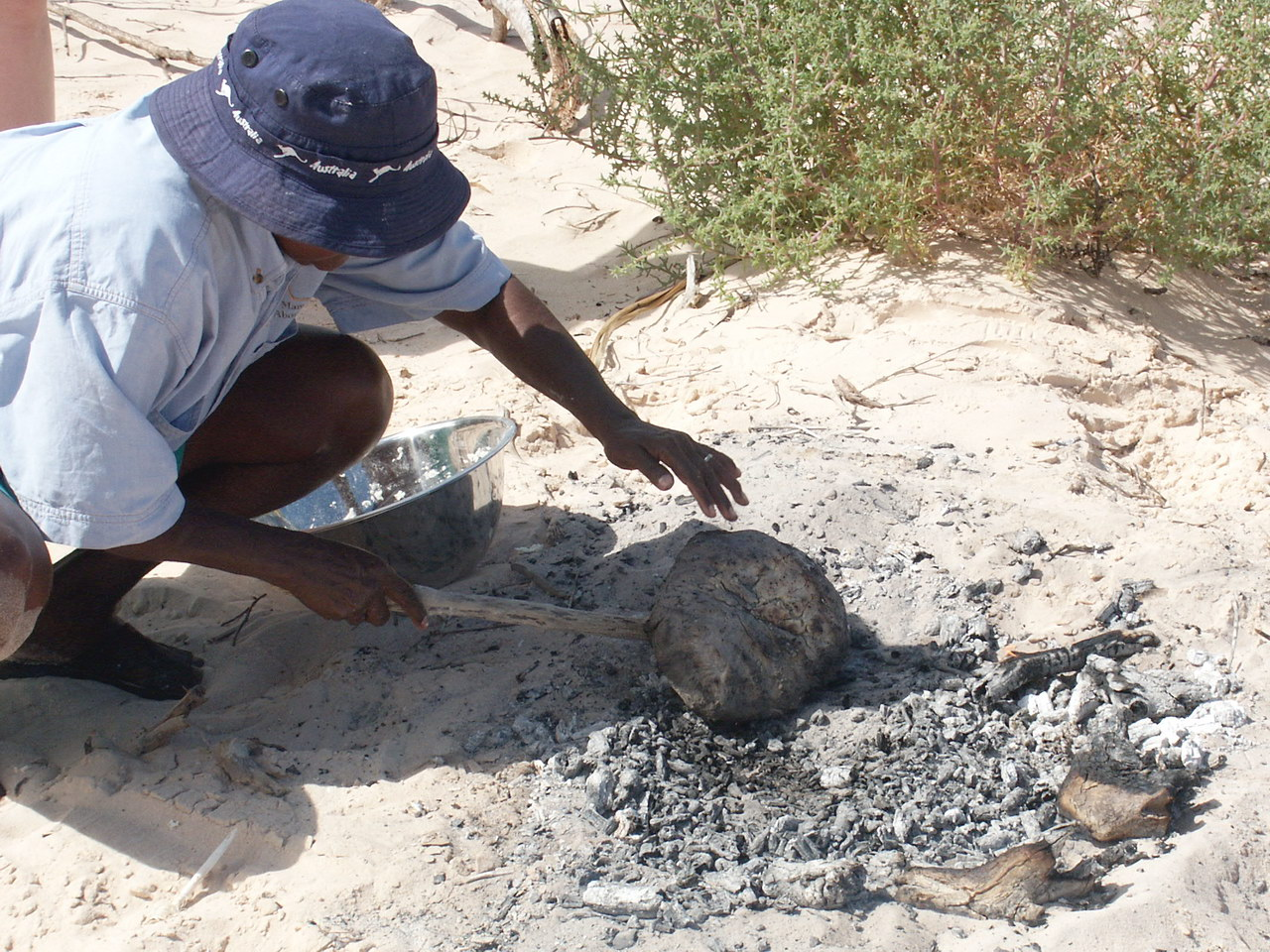
Damper pieczony na kiju w okolicach Broome

W wersji pierwotnej chleb wypiekano na węglach dogasającego ogniska lub na patyku, wyłącznie z mąki pszennej, wody i soli. Pieczenie zajmowało zwykle około 30–40 minut (chleb był gotowy, gdy po stuknięciu wydawał pusty dźwięk). W tej formie stanowił składnik posiłków pierwszych osadników, niezamożnych robotników drogowych, obwoźnych handlarzy, poganiaczy bydła, jak również rdzennych Australijczyków, którzy piekli go m.in. w popiele pożarów buszu. Obecnie damper wypieka się w piekarnikach, a do ciasta dodaje się mleko i mąkę ze środkiem spulchniającym (sodą), skąd wzięła się druga nazwa pieczywa: soda bread.
Damper stanowił podstawę wyżywienia ludzi izolowanych w odległych rejonach, na wielkich przestrzeniach, częstokroć przez wiele miesięcy. Dlatego, zabierając ze sobą tylko mąkę i sól, mogli wykorzystać wodę ze swojego otoczenia, aby stworzyć pożywny posiłek.
Chleb ten spożywano najczęściej z suszonym lub gotowanym mięsem, ewentualnie posmarowany złotym syropem oraz popijano herbatą. Obecnie można go serwować jako przekąskę, z serem, dipami i hummusem lub też z zapiekanką albo gulaszem. Stanowi symbol życia na australijskim odludziu.